# Plush
Plush é um filme independente estadunidense de 2013, do gênero suspense erótico, dirigido por Catherine Hardwicke.

## Sinopse
Depois de perder seu companheiro de banda e irmão em uma overdose de drogas, subindo para estrela ser rock, Hayley encontra-se em um espiral descendente. O segundo álbum de sua banda Plush é recebido como um desastre de crítica e comercial. Ela encontra uma nova esperança e amizade no Enzo, o guitarrista substituto, que inspira a alcançar novas alturas criativas. Mas logo a sua colaboração cruza a linha sexual e Hayley, que é casada e tem dois filhos, recua os avanços com Enzo. Como Hayley descobre lentamente a história sombria e conturbada de Enzo, ela percebe que pode ter deixado um louco em sua casa e que seu erro pode custar a vida das pessoas mais próximas a ela.

## Elenco
- Emily Browning ... Hayley
- Xavier Samuel ... Enzo
- Cam Gigandet ... Carter
- Dawn Olivieri ... Annie
- Thomas Dekker ... Jack
- Frances Fisher ... Camila
- Elizabeth Peña ... Dr. Lopez
- Brandon Jay McLaren ... Butch Hopkins/Writer
- Marlene Forte ... Dr. Ortiz
- Bradley Metcalf, Jack Metcalf e Travis Metcalf ... Os gêmeos
- Kennedy Waite ... Lila
- Steve Asbury ... Donnie/Drummer
- Marcus AK Andersson ... Diego/Bass Player
- James Kyson ... Coat e o Fã
- Indira G. Wilson ... Motorista da Limo
- Caitlin Bray ... Irmã de Enzo

## Recepção
Plush teve recepção geralmente desfavorável por parte da crítica especializada. Alcançou um índice de 33% no Rotten Tomatoes.
No RogerEbert.com, Christy Lemire disse que "tudo isso deveria ter sido mais obscuro e engraçado, mais conscientemente exagerado, alguma coisa. Plush desajeitadamente tenta chocar e assustar-nos ao mesmo tempo, tentando provocar e divertir."